# 김군관
군관공(軍官公, 612년 ~ 681년)은 동란공(冬蘭公)의 아들이다. 어머니는 석명 공주(昔明公主)이니 진지왕의 딸이다. 양도공보다 세 살이 적었다. 인품이 넉넉하고 후덕한 것이 지소태후의 전형(典型)이 있었다.
천관공은 군관공과 천운 사이에서 태어났다. 군관공의 아버지는 동란공이다. 동란공은 동종과 오란 사이에서 태어났다.
그는 어렸을 때 화랑도에 들어가 양도공 휘하에서 학문과 무예를 배웠는데 양도공의 어머니는 양명공주인데 양명공주는 진평왕과 보명궁주의 딸이니 그의 어머니인 석명공주와 자매지간으로 양도공과 사촌지간이다.
이로 인해 그는 양도공의 뒤를 이어 선덕여왕 재임 시 풍월주가 되어 화랑도를 이끌어 갔으며 처남인 천광공을 부제로 삼았다.
그 이후 장군이 되어 태종무열왕과 김유신을 도와 백제와 고구려를 정벌하여 삼국통일에 기여한 공으로 문무왕에 의해 680년에 상대등이 되었으나 681년 신문왕 초기에 일어난 김흠돌의 난을 보고하지 않았다는 이유로 자결하였다.

## 가족 관계

### 선대
- 조부 : 동종공(冬宗公)
- 조모 : 오란(五蘭)
  - 아버지 : 동란공(冬蘭公)
- 외조부 : 신라 제 25대 국왕 진지왕
- 외조모 : 보명궁주(寶明宮主)
  - 어머니 : 석명공주 김씨(昔明公主 金氏)

### 부인과 후손
- 부인 : 천운(天雲) - 수품과 천장낭주의 딸, 천광공의 누이
  - 아들 : 제 30대 풍월주 천관공(天官公)
- 정인 : 양도공의 누이 2명
  - 서자 : 18명의 아들

## 김군관이 등장한 작품
- 《대왕의 꿈》(KBS, 2012년~2013년, 배우:정욱)